# Grapsodius eximius
Grapsodius eximius är en kräftdjursart som beskrevs av Edward Morell Holmes 1900. Grapsodius eximius ingår i släktet Grapsodius och familjen ullhandskrabbor. Inga underarter finns listade i Catalogue of Life.